# Marvila (Santarém)
Marvila é uma antiga e extinta freguesia portuguesa do município de Santarém. Tinha 14,23 km² de área e 9 044 habitantes (2011), e, por isso, uma densidade populacional de 635,6 hab/km².
Foi extinta e agregada às freguesias de Santa Iria da Ribeira de Santarém, São Salvador e São Nicolau, criando a União das freguesias de Marvila, Santa Iria da Ribeira de Santarém, São Salvador e São Nicolau. 
A extinta freguesia é muito antiga, datando provavelmente da reconquista da cidade aos mouros, em 1147. Inicialmente designava-se Santa Maria de Santarém, facto que comprova a sua preponderância sobre as demais freguesias da então vila. Mais tarde, passou a ser conhecida como Santa Maria das Maravilhas, devido a uma imagem de Nossa Senhora das Maravilhas, presente na igreja paroquial. Esta designação foi sendo corrompida com o passar do tempo, originando a actual (Maravilhas, Marvilha, Marvila). 
Na época medieval, situavam-se dentro dos limites desta paróquia as ermidas de Santo Antão, de São Roque, de São Lázaro, de São Cristóvão e de Nossa Senhora da Vitória (situada sobre as Portas de Atamarma), bem como os conventos de Santo Agostinho, de Nossa Senhora de Jesus do Sítio e das Donas de São Domingos e o Hospital de São Lázaro.

## População
| População da freguesia de Santarém (Marvila) | População da freguesia de Santarém (Marvila) | População da freguesia de Santarém (Marvila) | População da freguesia de Santarém (Marvila) | População da freguesia de Santarém (Marvila) | População da freguesia de Santarém (Marvila) | População da freguesia de Santarém (Marvila) | População da freguesia de Santarém (Marvila) | População da freguesia de Santarém (Marvila) | População da freguesia de Santarém (Marvila) | População da freguesia de Santarém (Marvila) | População da freguesia de Santarém (Marvila) | População da freguesia de Santarém (Marvila) | População da freguesia de Santarém (Marvila) | População da freguesia de Santarém (Marvila) |
| -------------------------------------------- | -------------------------------------------- | -------------------------------------------- | -------------------------------------------- | -------------------------------------------- | -------------------------------------------- | -------------------------------------------- | -------------------------------------------- | -------------------------------------------- | -------------------------------------------- | -------------------------------------------- | -------------------------------------------- | -------------------------------------------- | -------------------------------------------- | -------------------------------------------- |
| 1864                                         | 1878                                         | 1890                                         | 1900                                         | 1911                                         | 1920                                         | 1930                                         | 1940                                         | 1950                                         | 1960                                         | 1970                                         | 1981                                         | 1991                                         | 2001                                         | 2011                                         |
| 2 294                                        | 2 493                                        | 2 993                                        | 3 350                                        | 3 700                                        | 4 493                                        | 4 711                                        | 6 021                                        | 6 758                                        | 6 809                                        | 7 344                                        | 9 629                                        | 10 262                                       | 9 584                                        | 9 044                                        |

| Distribuição da População por Grupos Etários | Distribuição da População por Grupos Etários | Distribuição da População por Grupos Etários | Distribuição da População por Grupos Etários | Distribuição da População por Grupos Etários | Distribuição da População por Grupos Etários | Distribuição da População por Grupos Etários | Distribuição da População por Grupos Etários | Distribuição da População por Grupos Etários | Distribuição da População por Grupos Etários |
| -------------------------------------------- | -------------------------------------------- | -------------------------------------------- | -------------------------------------------- | -------------------------------------------- | -------------------------------------------- | -------------------------------------------- | -------------------------------------------- | -------------------------------------------- | -------------------------------------------- |
| Ano                                          | 0-14 Anos                                    | 15-24 Anos                                   | 25-64 Anos                                   | > 65 Anos                                    |                                              | 0-14 Anos                                    | 15-24 Anos                                   | 25-64 Anos                                   | > 65 Anos                                    |
| 2001                                         | 1289                                         | 1354                                         | 5084                                         | 1857                                         |                                              | 13,4%                                        | 14,1%                                        | 53,0%                                        | 19,4%                                        |
| 2011                                         | 1 113                                        | 970                                          | 4609                                         | 2352                                         |                                              | 12,3%                                        | 10,7%                                        | 51,0%                                        | 26,0%                                        |

Média do País no censo de 2001:  0/14 Anos-16,0%; 15/24 Anos-14,3%; 25/64 Anos-53,4%; 65 e mais Anos-16,4%
Média do País no censo de 2011:   0/14 Anos-14,9%; 15/24 Anos-10,9%; 25/64 Anos-55,2%; 65 e mais Anos-19,0%

## Património
- Templo romano de Escálabis
- Igreja da Graça, Igreja de Santa Maria da Graça ou Igreja de Santo Agostinho
- Igreja de Santa Maria de Marvila
- Igreja de Santo Estêvão ou Igreja do Santíssimo Milagre
- Igreja de São João de Alporão (Núcleo Museológico de Arte e Arqueologia Medievais)
- Torre das Cabaças ou Torre do Relógio
- Igreja do Hospital ou Igreja de Jesus Cristo e Convento de Nossa Senhora de Jesus do Sítio
- Fonte das Figueiras
- Convento das Capuchas ou Convento do Recolhimento das Capuchas Terceiras
- Ermida do Milagre
- Varanda quinhentista na Travessa dos Surradores, nº 26
- Teatro Rosa Damasceno
- Antigo Matadouro Municipal
- Edifício em Santarém - Antiga Agência do Banco de Portugal
- Albergaria de São Martinho (ruínas)
- Centro histórico de Santarém
- Muralhas de Santarém e Portas de Santarém (vestígios)
- Igreja de São João Evangelista do Alfange
- Pelourinho de Santarém
- Chafariz de Palhais
- Igreja de Santa Maria da Alcáçova